# Althaea officinalis
Althaea officinalis é uma espécie de planta com flor, pertencente à família das malváceas e ao tipo fisionómico dos nanofanerófitos, comumente conhecida como  malvaísco (nome que partilha com a Lavatera arborea).
Trata-se duma planta herbácea eurasiática, cultivada desde a Antiguidade Clássica pelas suas propriedades medicinais.

## Nomes comuns
Dá ainda pelos seguintes nomes comuns: malva-branca, alteia,ou malvavisco.

## Descrição
O malvaísco é uma herbácea, cujo caule erecto, esbranquiçado e ligeiramente penugento, chega a atingir metro e meio de altura.
As folhas, dotadas de penugem branca, curta, em ambas as faces, à guisa de poalha, podem medir até 10 centímetros de comprimento e 7 centímetros de largura. Podem ser bi ou trilobuladas, e têm formato romboidal, denotando-se-lhes destacadamente as nervuras. Brotam da ponta dum comprido pecíolo, que se vai encurtando à medida que se aproxima do coruto da planta. As folhas possuem, ainda, estípulas axiais, se bem que sejam caducas.
As flores, de cor branca ou ligeiramente rosada, são axiais com um pedúnculo curto. Podem ser solitárias, se bem que, normalmente, aparecem em fascículos axilares. O cálice conta com cinco sépalas soldadas e tem epicálice ou um conjunto de brácteas que estão em cima do cálice. As cinco pétalas, que chegam até aos 2 centímetros de largura, estão unidas a um tubo estaminal cilíndrico, o androceu, que tem os estames ramificados ou meristemas muito vistosos. As anteras são arroxeadas ou purpúreas.
O fruto é um esquizocarpo em forma de disco, que vai até os dois centímetros de diâmetro e com uma largura de meio centímetro. Este, por sua vez, é constituído por 15 a 25 unidades mais reduzidas de frutos parciais monospérmicos, chamados mericarpos ou frutículos ; as sementes mantém-se unidas até se desprenderem do cacho, para cair ao chão. São pilosas e de cor verde.
A raiz é grossa, e vai aumentando de tamanho com a idade. É rica em amido, e possui um emblemático travo adocicado causado pela forte concentração de polissacarídeos. Além disso, contém pectina e vários flavonóides.

## Distribuição
Encontra-se presente em grande parte do continentes europeu até ao Cáucaso. Na Ásia, vai desde do Próximo Oriente até à China ( em Xinjiang), passando pelo Paquistão. Também tem alguma presença no Norte de África.

### Portugal
Trata-se de uma espécie presente no território português, nomeadamente em Portugal Continental. Mais concretamente, nas zonas do Noroeste ocidental, do Centro-oeste calcário, do Centro-oeste arenoso, do Centro-sul plistocénico e do Barlavento e Sotavento algarvios.
Em termos de naturalidade é nativa da região atrás referidas.

## Ecologia
Canaviais, margens de cursos de água e bermas de caminhos em locais húmidos. Ruderal Ripícola
Desta espécie alimentam-se as larvas da traça Acontia lucida.

## Taxonomia
A althaea officinalis foi descrita por Carlos Lineu e mencionada na publicação da Species Plantarum 2: 686. 1753.

### Etimologia
O nome genérico, Althaea, provém do grego antigo αλθαία, -ας, que por seu turno advém do étimo  άλθω, que significa «médico, remédio, cura»; ulteriormente terá entrado no latim, sob a forma de althaea, -ae.
O epíteto específico, officinalis, também vem do latim, neste caso na acepção do latim medieval que significava «planta medicinal de venda em herbanários».

### Sinonímia
Althaea balearica J. J. Rodr.

## Usos

### Medicinais

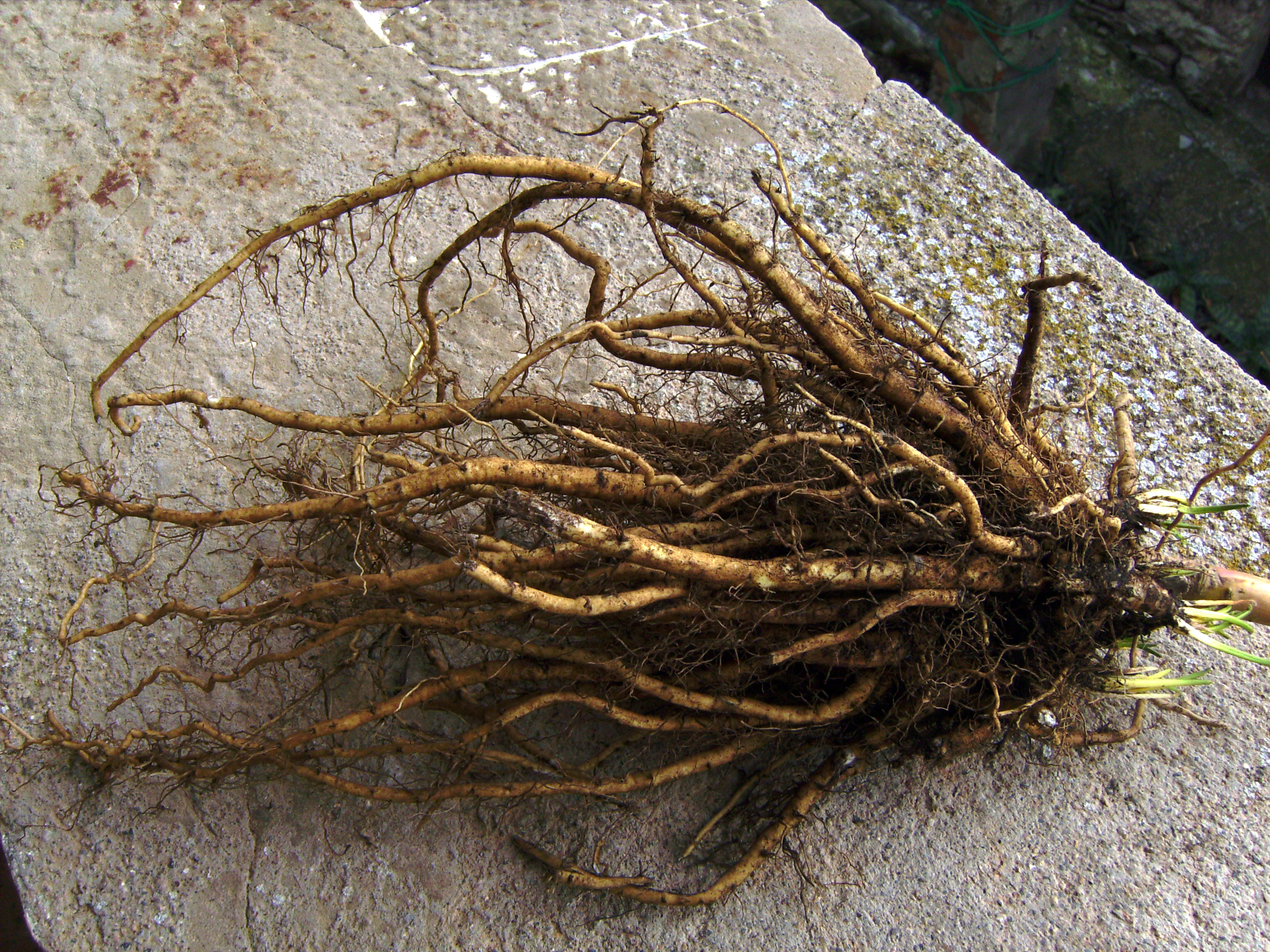
Raízes de malvavisco

As folhas, flores e a raiz de A. officinalis (malvaísco) foram usadas na confecção de mezinhas. Historicamente foram-lhe reputadas propriedades calmante e anti-inflamatório das mucosas, bem como  antitússicas, emolientes, diuréticas, laxante e odontológicas. Contam-se, ainda, valências na preparação de pomadas e unguentos usados no tratamento de furúnculos, abcessos, contusões, entorses, dores musculares, picadas de insetos e inflamações de pele. Sob a forma de infusão ou mesmo de elixir bucal, chegou a ser usada para tratar de maleitas tão díspares como cistite, micção frequente e mesmo úlceras.
As aplicações medicinais variegadas desta planta, espelha-se, depois, no nome do género botânico da planta, que provém do grego, e significa "curar".

### Culinária
As folhas, quando verdes e ainda tenras, podem-se cozinhar. As raízes podem ser descascadas, cortadas às rodelas, fervidas e edulcoradas em calda de açúcar para fazer doces. A água que se usa para ferver qualquer parte da planta pode servir de substituto de clara de ovo.